# Diocese de David
A Diocese de David (em latim: Dioecesis Davidensis) é uma diocese sufragânea da Arquidiocese do Panamá. Foi fundada em março de 1955. A igreja catedral, dedicada a São José, está situada em Chiriquí. Seu bispo atual é o monsenhor Luis Enrique Saldaña Guerra, OFM.

## Galeria

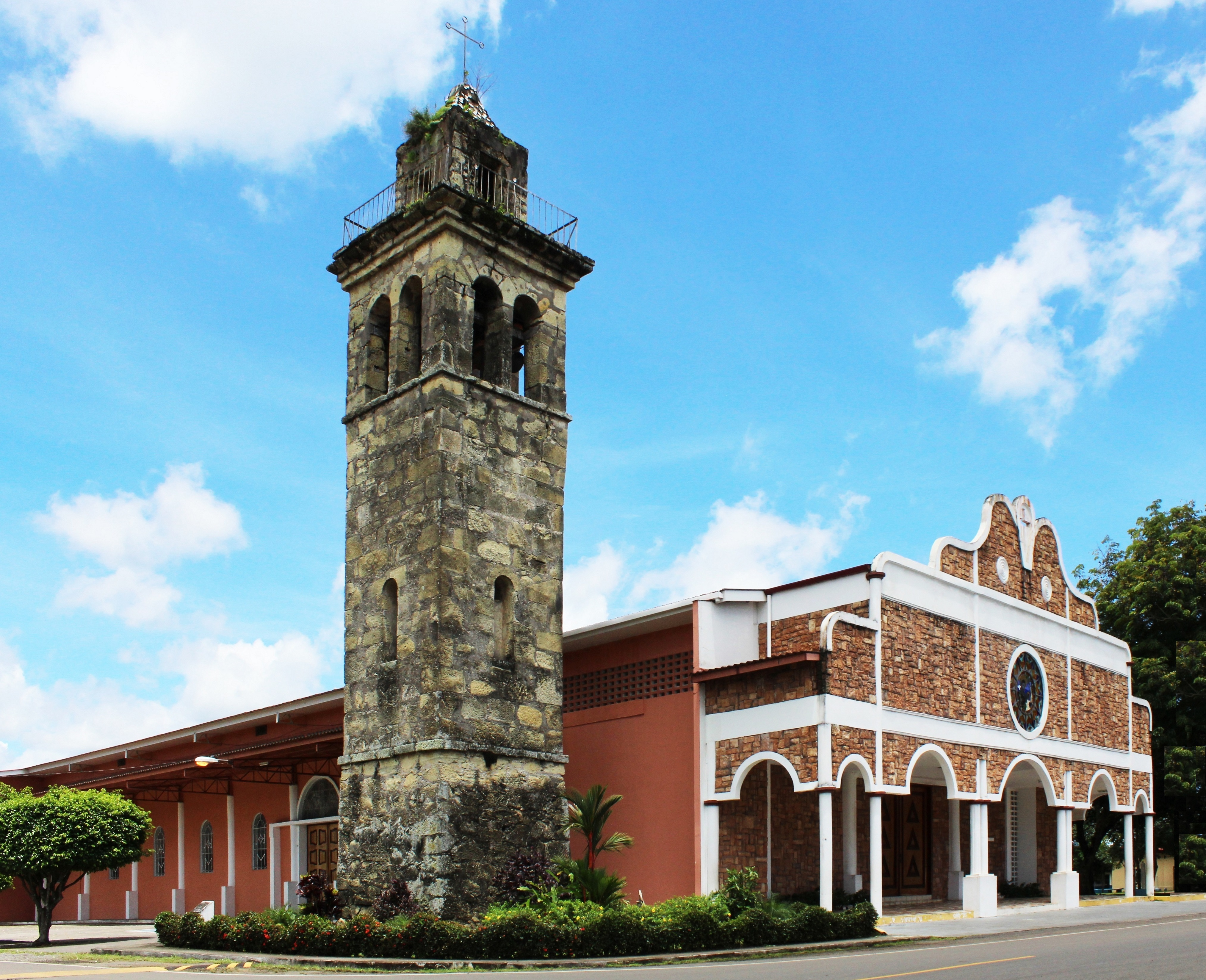
Igreja Catedral em Chiriquí.
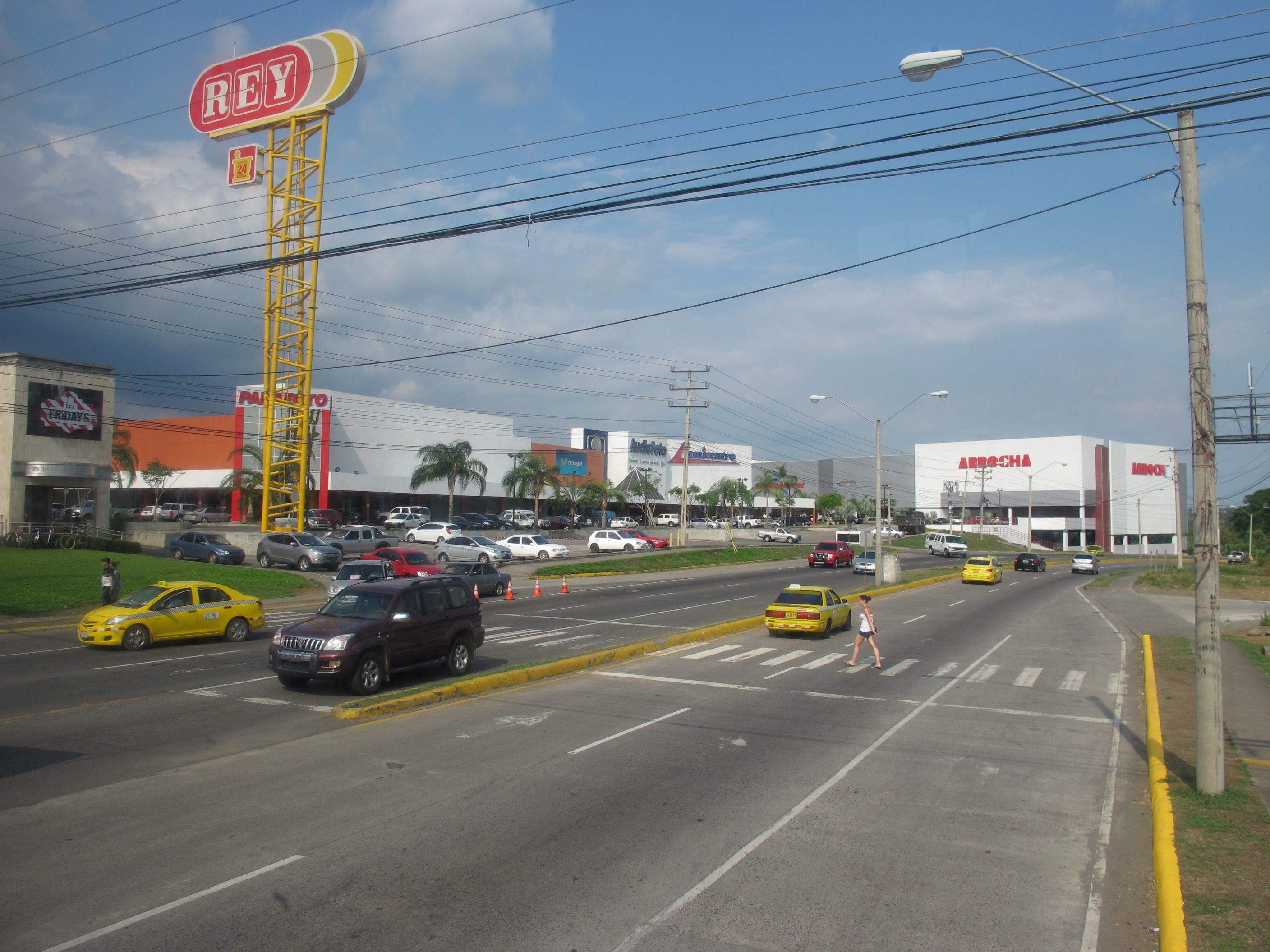
David (Panamá) - Rota Panaméricaine
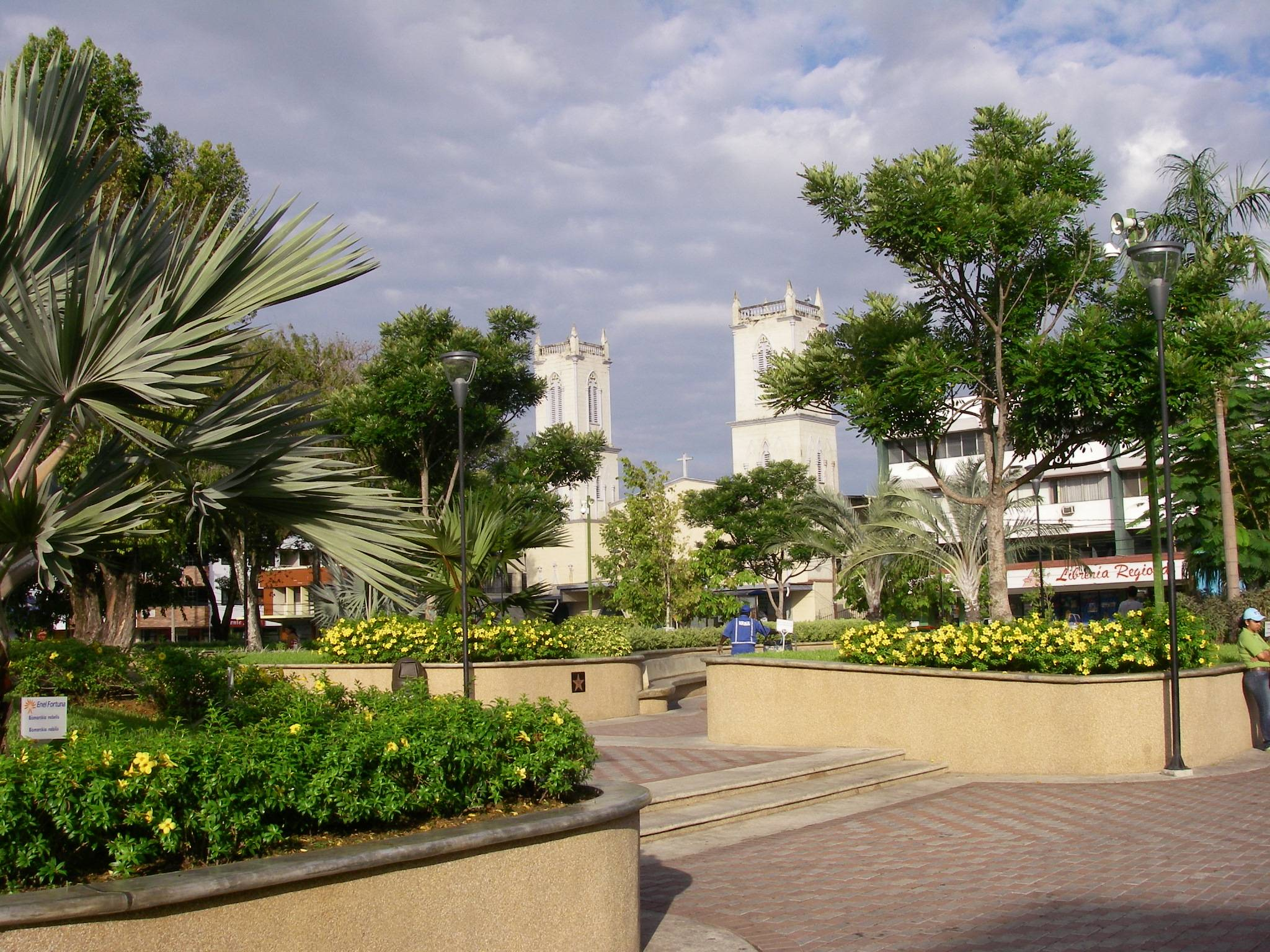
David, Panamá.

## Bispos
|                 | Nome                                          | Período   | Notas                       |
| Bispos          | Bispos                                        | Bispos    | Bispos                      |
| --------------- | --------------------------------------------- | --------- | --------------------------- |
| 4º              | Luis Enrique Saldaña Guerra, O.F.M.           | 2024–     | Atual                       |
| 3º              | José Luis Cardeal Lacunza Maestrojuán, O.A.R. | 1999–2024 |                             |
| 2º              | Daniel Enrique Núñez Núñez                    | 1964–1999 |                             |
| 1º              | Tomas Alberto Clavel Méndez                   | 1955–1964 | Nomeado Arcebispo de Panamá |
| Bispo coadjutor |                                               |           |                             |
|                 | Carlos Lewis Tullock, S.V.D.                  | 1986-1994 |                             |

## Perdas territoriais
| Ano  | Juntamente com | Formar                                 |
| ---- | -------------- | -------------------------------------- |
| 1962 |                | Prelazia Territorial de Bocas del Toro |